# Alexandru Barbu
Alexandru Barbu (ur. 8 marca 1987 w Sybinie) – rumuński narciarz alpejski, olimpijczyk.

## Kariera
W wieku 26 lat, Alexandru Barbu uczestniczył w Zimowych Igrzyskach Olimpijskich 2014 w Soczi. Podczas tych igrzysk wziął udział w dwóch konkurencjach narciarstwa alpejskiego: slalomie, gdzie zajął 21. miejsce, oraz slalomie gigancie, gdzie zajął 48. miejsce.
Poza igrzyskami olimpijskimi, Barbu brał udział również m.in. w pucharze świata, mistrzostwach świata oraz mistrzostwach Rumunii.